# FW Canis Majoris
FW Canis Majoris (FW CMa / HD 58343 / HR 2825) es una estrella variable en la constelación del Can Mayor de magnitud aparente media +5,20. Se encuentra a unos 945 años luz de distancia del sistema solar.
FW Canis Majoris es una caliente estrella azul de tipo espectral B2Vne con una temperatura efectiva de 15.025 K.
Con un diámetro casi cuatro veces más grande que el del Sol, su luminosidad visual equivale a 762 soles. Portando una masa de casi 6 masas solares, es una estrella muy joven de apenas 70 millones de años —compárese con la edad del Sol que es de 4600 millones de años; cuanto mayor es la masa estelar más corta es la vida de una estrella, y FW Canis Majoris, todavía en la secuencia principal, no ha comenzado las últimas etapas de su evolución estelar.
La velocidad de rotación medida en FW Canis Majoris es de 35 km/s; este valor, aunque es 17 veces superior al del Sol, es bajo para una estrella de sus características —como ejemplo, se puede señalar a α Arae, de igual tipo espectral, que gira a una velocidad de al menos 298 km/s. De hecho, FW Canis Majoris, está catalogada como estrella Be, es decir, ha desarrollado un disco de materia circundante debido a su rapidísima rotación. La aparente discrepancia se debe a que, para el observador terrestre, la estrella aparece vista desde el polo; se piensa que la inclinación de su eje de rotación respecto a la línea de visión es de apenas 9,7º.
De brillo variable entre magnitud +5,0 y +5,5, FW Canis Majoris es una variable eruptiva del tipo Gamma Cassiopeiae; los miembros de este grupo de estrellas, tipificado por γ Cassiopeiae, muestran impredecibles variaciones en su luminosidad provocadas por la expulsión de material estelar.